# Веселов, Борис Николаевич
Борис Николаевич Веселов (8 ноября 1938, Курган, Челябинская область — 7 ноября 2011, Константиновка, Амурская область) — советский российский спортсмен, советский киноактёр и каскадёр, мастер спорта СССР, заслуженный тренер РСФСР по вольной борьбе.

## Биография
Борис Николаевич Веселов родился 8 ноября 1938 года в городе Кургане Курганского района Челябинской области, ныне город — административный центр Курганской области.
Учился в Московском институте физкультуры (ныне Российский государственный университет физической культуры, спорта, молодёжи и туризма). Во время учёбы работал каскадёром на студии «Мосфильм», где снялся в семи кинокартинах. Он играл пирата в известном детском фильме-сказке «Айболит-66» и упыря в знаменитом фильме «Вий» (1967) по повести Гоголя.
Мастер спорта СССР по вольной борьбе, работал тренером по вольной борьбе в Брянске. Стал заслуженным тренером РСФСР. 
26 апреля 1986 года, когда шёл утром на рыбалку, попал под чернобыльский красный дождь. Ему становилось все хуже и хуже, и врачи посоветовали сменить место жительства. В селе Константиновка Амурской области жил его  хороший товарищ Борис Федорович Жегалов, который ему помог при переезде.
25 ноября 1991 года решением Константиновского районного совета народных депутатов из подчинения областного спортклуба  «Урожай» ДФСО профсоюзов была передана в ведение районного отдела народного образования спортивная школа. Первым директором стал Б. Веселов. В образовавшейся ДЮСШ было два отделения: «Вольная борьба» и «Волейбол» со штатом тренеров 4 человека. За 8 лет в ДЮСШ тренерами-преподавателями Веселовым Б.Н. и Правдиным А. В. было подготовлено 11 кандидатов в мастера спорта России по вольной борьбе. Ежегодно в детско-юношеской спортивной школе занималось более 300 юных спортсменов. В 2000 году директором Константиновской ДЮСШ стала Людмила Валентиновна Рязанская, а Б.Н. Веселов перешёл на тренерскую работу в Амурскую областную школу олимпийского резерва.
Организовал турнир по вольной борьбе среди юношей на призы Б. Веселова. Когда в 2011 году проходил XIV турнир, тренер умер; мероприятие переименовали в турнир памяти Бориса Веселова.
Борис Николаевич Веселов умер после продолжительной болезни 7 ноября 2011 года в селе Константиновка Константиновского сельсовета Константиновского района Амурской области. Похоронен в селе Константиновка Константиновского района Амурской области.

## Фильмография
| Год  | Фильм                | Роль           | Примечание   |
| ---- | -------------------- | -------------- | ------------ |
| 1965 | Время, вперёд!       | каскадёр       |              |
| 1965 | Человек без паспорта | каскадёр       |              |
| 1966 | Айболит-66           | пират          | нет в титрах |
| 1966 | Вий                  | двуносый упырь | нет в титрах |
| 1969 | Красная палатка      | каскадёр       |              |

## Награды и звания
- Мастер спорта СССР по вольной борьбе
- Заслуженный тренер РСФСР по вольной борьбе

## Память
- В его честь назвали одну из улиц села Константиновка
- На стене муниципального учреждения дополнительного образования «Константиновская детско-юношеская спортивная школа» установили мемориальную табличку.
- В селе Константиновка проводится Дальневосточный турнир по вольной борьбе среди юношей памяти заслуженного тренера России Бориса Веселова. В 2023 году прошёл XXIV турнир[7].

## Известные ученики
Подготовил более 20 мастеров спорта, более 40 кандидатов в мастера спорта.
- Игорь Владимирович Климов, чемпион спартакиады народов СССР
- Степан Щеголев, чемпион России среди юношей, 2002 год
- Вадим Сажин, чемпион России среди юношей